# Бадмінтон на літніх Олімпійських іграх 2012 — парний розряд (жінки)
Жіночий турнір з бадмінтону в парному розряді на Літніх Олімпійських іграх 2012 року проходив з 28 липня по 4 серпня у Вемблі Арені. В турнірі взяли участь 32 спортсменки із 13 країн.

## Призери
| Золото                           | Срібло                                    | Бронза                                    |
| Китай (CHN) Тянь Цін Чжао Юньлей | Японія (JPN) Фудзії Мідзукі Какіїва Рейка | Росія (RUS) Валерія Сорокіна Ніна Віслова |

## Формат змагань
Змагання розпочинались із попереднього етапу: спортсменки розподілилися на 4 групи по 4 пари, і кожна пара грала з кожною у своїй групі. Дві найкращі пари з кожної групи переходили у плей-оф змагань, де й визначалися медалісти.

## Кваліфікація
Після кваліфікаційного відбору список учасниць виглядав так:
| Номер | Ранг | Спортсмени          | Спортсмени         | НОК                             | Примітки |
| ----- | ---- | ------------------- | ------------------ | ------------------------------- | -------- |
| 1     | 1    | Ван Сяолі           | Юй Ян              | Китай                           | Азія     |
| 2     | 2    | Тянь Цін            | Чжао Юньлей        | Китай                           |          |
| 3     | 3    | Ха Джонин           | Кім Мінджон        | Південна Корея                  |          |
| 4     | 4    | Фудзії Мідзукі      | Какіїва Рейка      | Японія                          |          |
| 5     | 5    | Камілла Ріттер Юль  | Хрістінна Педерсен | Данія                           | Європа   |
| 6     | 6    | Міюкі Маеда         | Сатоко Суецуна     | Японія                          |          |
| 7     | 8    | Чон Генин           | Кім Хана           | Південна Корея                  |          |
| 8     | 10   | Чень Веньсінь       | Цзянь Юйцзін       | Китайський Тайбей               |          |
| 9     | 12   | Грейсія Поліі       | Мейліана Джаухарі  | Індонезія                       |          |
| 10    | 13   | Шінта Мулія Сарі    | Яо Лей             | Сінгапур                        |          |
| 11    | 15   | Пунь Лок'янь        | Цзе Їнсют          | Гонконг                         |          |
| 12    | 16   | Джвала Гутта        | Ашвіні Поннаппа    | Індія                           |          |
| 13    | 18   | Валерія Сорокіна    | Ніна Віслова       | Росія                           |          |
| 14    | 28   | Александра Брюс     | Мішель Лі          | Канада                          | Америка  |
| 15    | 35   | Чжоу Ліенн          | Ренуга Веера       | Австралія                       | Океанія  |
| 16    | 44   | Мішель Клер Едвардс | Аннарі Вільюн      | Південно-Африканська Республіка | Африка   |

## Результати

### Груповий етап

#### Група A
| Команда                               | М | В | П | ВС | ПС | О  |
| ------------------------------------- | - | - | - | -- | -- | -- |
| Чон Генин / Кім Хана (KOR)            | 3 | 3 | 0 | 6  | 0  | DQ |
| Ван Сяолі / Юй Ян (CHN)               | 3 | 2 | 1 | 4  | 2  | DQ |
| Валерія Сорокіна / Ніна Віслова (RUS) | 3 | 1 | 2 | 2  | 4  | 1  |
| Александра Брюс / Мішель Лі (CAN)     | 3 | 0 | 3 | 0  | 6  | 0  |

| Команда 1                             | Результат       | Команда 2                             |
| 28 липня, 19:05                       | 28 липня, 19:05 | 28 липня, 19:05                       |
| ------------------------------------- | --------------- | ------------------------------------- |
| Ван Сяолі / Юй Ян (CHN)               | 21–11 21–7      | Александра Брюс / Мішель Лі (CAN)     |
| 29 липня, 09:40                       |                 |                                       |
| Чон Генин / Кім Хана (KOR)            | 21–5 21–11      | Александра Брюс / Мішель Лі (CAN)     |
| 29 липня, 18:30                       |                 |                                       |
| Ван Сяолі / Юй Ян (CHN)               | 21–6 21–9       | Валерія Сорокіна / Ніна Віслова (RUS) |
| 30 липня, 09:40                       |                 |                                       |
| Чон Генин / Кім Хана (KOR)            | 23–21 21–18     | Валерія Сорокіна / Ніна Віслова (RUS) |
| 31 липня, 08:30                       |                 |                                       |
| Валерія Сорокіна / Ніна Віслова (RUS) | 21–8 21–10      | Александра Брюс / Мішель Лі (CAN)     |
| 31 липня, 19:07                       |                 |                                       |
| Ван Сяолі / Юй Ян (CHN)               | 14–21 11–21     | Чон Генин / Кім Хана (KOR)            |

#### Група B
| Команда                              | М | В | П | ВС | ПС | О |
| ------------------------------------ | - | - | - | -- | -- | - |
| Чень Веньсінь / Цзянь Юйцзін (TPE)   | 3 | 2 | 1 | 5  | 3  | 2 |
| Фудзії Мідзукі / Какіїва Рейка (JPN) | 3 | 2 | 1 | 4  | 3  | 2 |
| Джвала Гутта / Ашвіні Поннаппа (IND) | 3 | 2 | 1 | 4  | 3  | 2 |
| Шінта Мулія Сарі / Яо Лей (SIN)      | 3 | 0 | 3 | 2  | 6  | 0 |

| Команда 1                            | Результат         | Команда 2                            |
| 28 липня, 15:20                      | 28 липня, 15:20   | 28 липня, 15:20                      |
| ------------------------------------ | ----------------- | ------------------------------------ |
| Фудзії Мідзукі / Какіїва Рейка (JPN) | 21–16 21–18       | Джвала Гутта / Ашвіні Поннаппа (IND) |
| 28 липня, 20:15                      |                   |                                      |
| Чень Веньсінь / Цзянь Юйцзін (TPE)   | 18–21 –15 21–15   | Шінта Мулія Сарі / Яо Лей (SIN)      |
| 29 липня, 14:17                      |                   |                                      |
| Фудзії Мідзукі / Какіїва Рейка (JPN) | 16–21 –10 21–19   | Шінта Мулія Сарі / Яо Лей (SIN)      |
| 30 липня, 19:05                      |                   |                                      |
| Чень Веньсінь / Цзянь Юйцзін (TPE)   | 23–25 21–16 18–21 | Джвала Гутта / Ашвіні Поннаппа (IND) |
| 31 липня, 13:09                      |                   |                                      |
| Фудзії Мідзукі / Какіїва Рейка (JPN) | 19–21 11–21       | Чень Веньсінь / Цзянь Юйцзін (TPE)   |
| 31 липня, 18:30                      |                   |                                      |
| Шінта Мулія Сарі / Яо Лей (SIN)      | 16–21 15–21       | Джвала Гутта / Ашвіні Поннаппа (IND) |

#### Група C
| Команда                                   | М | В | П | ВС | ПС | О  |
| ----------------------------------------- | - | - | - | -- | -- | -- |
| Ха Джонин / Кім Мінджон (KOR)             | 3 | 3 | 0 | 6  | 1  | DQ |
| Мейліана Джаухарі / Грейсія Поліі (INA)   | 3 | 2 | 1 | 5  | 3  | DQ |
| Чжоу Ліенн / Ренуга Веера (AUS)           | 3 | 1 | 2 | 3  | 4  | 1  |
| Мішель Клер Едвардс / Аннарі Вільюн (RSA) | 3 | 0 | 3 | 0  | 6  | 0  |

| Команда 1                               | Результат        | Команда 2                                 |
| 28 липня, 14:17                         | 28 липня, 14:17  | 28 липня, 14:17                           |
| --------------------------------------- | ---------------- | ----------------------------------------- |
| Ха Джонин / Кім Мінджон (KOR)           | 21–8 21–7        | Мішель Клер Едвардс / Аннарі Вільюн (RSA) |
| 28 липня, 19:42                         |                  |                                           |
| Мейліана Джаухарі / Грейсія Поліі (INA) | 21–11 20–22 21–7 | Чжоу Ліенн / Ренуга Веера (AUS)           |
| 29 липня, 20:52                         |                  |                                           |
| Чжоу Ліенн / Ренуга Веера (AUS)         | 21–9 21–7        | Мішель Клер Едвардс / Аннарі Вільюн (RSA) |
| 30 липня, 15:20                         |                  |                                           |
| Мейліана Джаухарі / Грейсія Поліі (INA) | 21–18 21–10      | Мішель Клер Едвардс / Аннарі Вільюн (RSA) |
| 30 липня, 19:09                         |                  |                                           |
| Ха Джонин / Кім Мінджон (KOR)           | 21–7 21–19       | Чжоу Ліенн / Ренуга Веера (AUS)           |
| 31 липня, 20:19                         |                  |                                           |
| Ха Джонин / Кім Мінджон (KOR)           | 18–21 –14 21–12  | Мейліана Джаухарі / Грейсія Поліі (INA)   |

#### Група D
| Команда                                       | М | В | П | ВС | ПС | О |
| --------------------------------------------- | - | - | - | -- | -- | - |
| Хрістінна Педерсен / Камілла Ріттер Юль (DEN) | 3 | 2 | 1 | 5  | 3  | 2 |
| Тянь Цін / Чжао Юньлей (CHN)                  | 3 | 2 | 1 | 4  | 2  | 2 |
| Міюкі Маеда / Сатоко Суецуна (JPN)            | 3 | 2 | 1 | 4  | 3  | 2 |
| Пунь Лок'янь / Цзе Їнсют (HKG)                | 3 | 0 | 3 | 1  | 6  | 0 |

| Команда 1                                     | Результат         | Команда 2                                     |
| 28 липня, 09:07                               | 28 липня, 09:07   | 28 липня, 09:07                               |
| --------------------------------------------- | ----------------- | --------------------------------------------- |
| Хрістінна Педерсен / Камілла Ріттер Юль (DEN) | 21–18 14–21 17–21 | Міюкі Маеда / Сатоко Суецуна (JPN)            |
| 28 липня, 09:44                               |                   |                                               |
| Тянь Цін / Чжао Юньлей (CHN)                  | 21–11 21–12       | Пунь Лок'янь / Цзе Їнсют (HKG)                |
| 29 липня, 09:44                               |                   |                                               |
| Хрістінна Педерсен / Камілла Ріттер Юль (DEN) | 21–13 14–21 –18   | Пунь Лок'янь / Цзе Їнсют (HKG)                |
| 30 липня, 09:44                               |                   |                                               |
| Тянь Цін / Чжао Юньлей (CHN)                  | 21–16 21–17       | Міюкі Маеда / Сатоко Суецуна (JPN)            |
| 31 липня, 09:40                               |                   |                                               |
| Тянь Цін / Чжао Юньлей (CHN)                  | 20–22 12–21       | Хрістінна Педерсен / Камілла Ріттер Юль (DEN) |
| 31 липня, 14:15                               |                   |                                               |
| Міюкі Маеда / Сатоко Суецуна (JPN)            | 21–15 21–19       | Пунь Лок'янь / Цзе Їнсют (HKG)                |

### Фінальні етапи
|  | Чвертьфінал | Чвертьфінал                                       | Чвертьфінал                              | Чвертьфінал                              | Чвертьфінал |                                        |                                           | Півфінал                              | Півфінал     | Півфінал     | Півфінал     | Півфінал     |              |    | Фінал | Фінал                                     | Фінал | Фінал | Фінал | Фінал | Фінал |
|  |             |                                                   |                                          |                                          |             |                                        |                                           |                                       |              |              |              |              |              |    |       |                                           |       |       |       |       |       |
|  | A1          | Валерія Сорокіна (RUS) Ніна Віслова (RUS)         | 21                                       | 21                                       |             |                                        |                                           |                                       |              |              |              |              |              |    |       |                                           |       |       |       |       |       |
|  | C2          | Мішель Клер Едвардс (RSA) Аннарі Вільюн (RSA)     | 9                                        | 7                                        |             |                                        |                                           |                                       |              |              |              |              |              |    |       |                                           |       |       |       |       |       |
|  | C2          | Мішель Клер Едвардс (RSA) Аннарі Вільюн (RSA)     | 9                                        | 7                                        |             | A1                                     | Валерія Сорокіна (RUS) Ніна Віслова (RUS) | 19                                    | 6            |              |              |              |              |    |       |                                           |       |       |       |       |       |
|  |             |                                                   |                                          |                                          |             | A1                                     | Валерія Сорокіна (RUS) Ніна Віслова (RUS) | 19                                    | 6            |              |              |              |              |    |       |                                           |       |       |       |       |       |
|  |             | D2                                                | Тянь Цін (CHN) Чжао Юньлей (CHN)         | 21                                       | 21          |                                        |                                           |                                       |              |              |              |              |              |    |       |                                           |       |       |       |       |       |
|  | B1          | D2                                                | Тянь Цін (CHN) Чжао Юньлей (CHN)         | 21                                       | 21          | Чень Веньсінь (TPE) Цзянь Юйцзін (TPE) | 10                                        | 14                                    |              |              |              |              |              |    |       |                                           |       |       |       |       |       |
|  | B1          |                                                   |                                          |                                          |             | Чень Веньсінь (TPE) Цзянь Юйцзін (TPE) | 10                                        | 14                                    |              |              |              |              |              |    |       |                                           |       |       |       |       |       |
|  | D2          | Тянь Цін (CHN) Чжао Юньлей (CHN)                  | 21                                       | 21                                       |             |                                        |                                           |                                       |              |              |              |              |              |    |       |                                           |       |       |       |       |       |
|  |             |                                                   |                                          |                                          |             |                                        |                                           |                                       |              |              |              |              |              |    | D2    | Тянь Цін (CHN) Чжао Юньлей (CHN)          | 21    | 25    |       |       |       |
|  |             |                                                   | B2                                       | Фудзії Мідзукі (JPN) Какіїва Рейка (JPN) | 10          | 23                                     |                                           |                                       |              |              |              |              |              |    |       |                                           |       |       |       |       |       |
|  | A2          | Александра Брюс (CAN) Мішель Лі (CAN)             | 21                                       | 18                                       | 21          |                                        |                                           |                                       |              |              |              |              |              |    |       |                                           |       |       |       |       |       |
|  | C1          | Чжоу Ліенн (AUS) Ренуга Веера (AUS)               | 9                                        | 21                                       | 18          |                                        |                                           |                                       |              |              |              |              |              |    |       |                                           |       |       |       |       |       |
|  | C1          | Чжоу Ліенн (AUS) Ренуга Веера (AUS)               | 9                                        | 21                                       | 18          |                                        | A2                                        | Александра Брюс (CAN) Мішель Лі (CAN) | 12           | 21           | 13           |              |              |    |       |                                           |       |       |       |       |       |
|  |             |                                                   |                                          |                                          |             |                                        | A2                                        | Александра Брюс (CAN) Мішель Лі (CAN) | 12           | 21           | 13           |              |              |    |       |                                           |       |       |       |       |       |
|  |             | B2                                                | Фудзії Мідзукі (JPN) Какіїва Рейка (JPN) | 21                                       | 19          | 21                                     |                                           |                                       | За 3-е місце | За 3-е місце | За 3-е місце | За 3-е місце | За 3-е місце |    |       |                                           |       |       |       |       |       |
|  | B2          | B2                                                | Фудзії Мідзукі (JPN) Какіїва Рейка (JPN) | 21                                       | 19          | 21                                     | Фудзії Мідзукі (JPN) Какіїва Рейка (JPN)  | 22                                    | За 3-е місце | За 3-е місце | За 3-е місце | За 3-е місце | За 3-е місце | 21 |       |                                           |       |       |       |       |       |
|  | B2          |                                                   |                                          |                                          |             |                                        | Фудзії Мідзукі (JPN) Какіїва Рейка (JPN)  | 22                                    |              |              |              |              |              | 21 |       |                                           |       |       |       |       |       |
|  | D1          | Хрістінна Педерсен (DEN) Камілла Ріттер Юль (DEN) | 20                                       | 10                                       |             |                                        |                                           |                                       |              |              |              |              |              |    | A1    | Валерія Сорокіна (RUS) Ніна Віслова (RUS) | 21    | 21    |       |       |       |
|  |             |                                                   |                                          |                                          |             |                                        |                                           |                                       |              |              |              |              |              |    | A2    | Александра Брюс (CAN) Мішель Лі (CAN)     | 9     | 10    |       |       |       |

## Дискваліфікації на груповому етапі
Перегляд результатів матчів, зіграних 31 липня 2012 року, був зумовлений після з'ясування того, що вже маючи кваліфікацію до стадії плей-оф, гравці обох сторін у кожній грі намагались програти свої останні матчі у групі для отримання слабшого суперника у чвертьфіналі.
Гравці, які підпали під підозру, були дискваліфіковані з олімпійського турніру, а 1 серпня 2012 року їх вилучила зі своїх змагань Всесвітня федерація бадмінтону (BWF).